# Alla vi barn i Bullerbyn
Alla vi barn i Bullerbyn är en serie böcker och filmer författade av Astrid Lindgren. Böckerna är inspirerad av Astrid Lindgrens fars uppväxtmiljö i Sevedstorp i nordöstra Småland, och filmerna är också inspelade där. TV-serien från 1960 är dock filmad i Stockholms skärgård och Roslagen.

## Böcker
- 1946 – Alla vi barn i Bullerbyn
- 1949 – Mera om oss barn i Bullerbyn
- 1952 – Bara roligt i Bullerbyn
- 1961 – Bullerbyboken (samlingsvolym)
- 1963 – Jul i Bullerbyn (bilderbok)
- 1965 – Vår i Bullerbyn (bilderbok)
- 1966 – Barnens dag i Bullerbyn (bilderbok)

## Filmer och tv-serier
- 1960 – Alla vi barn i Bullerbyn, regi: Olle Hellbom
  - Avsnitt av TV-serien finns även omklippt till två långfilmer: Alla vi barn i Bullerbyn (1960) och Bara roligt i Bullerbyn (1961)
- 1986 – Alla vi barn i Bullerbyn, regi: Lasse Hallström
- 1987 - Mer om oss barn i Bullerbyn, regi: Lasse Hallström
  - Lasse Hallströms två filmer finns även uppdelade i en sju avsnitt lång TV-serie med titeln Alla vi barn i Bullerbyn, premiärvisad på SVT 1989.